# National Endowment for the Arts

Logo National Endowment for the Arts

National Endowment for the Arts (NEA) – niezależna amerykańska agencja rządowa założona w 1965 celem wspierania sztuki i kultury. Ostatnią przewodniczącą (chair) agencji była dr Maria Rosario Jackson, która ogłosiła swoją rezygnację ze stanowiska 17 stycznia 2025 r., na trzy dni przed zaprzysiężeniem Donalda Trumpa na 47. prezydenta Stanów Zjednoczonych Ameryki. Prezydent deklarował wolę likwidacji NAE i stanowisko pozostawało nieobsadzone, aż do maja 2025 r.
Siedzibą agencji od 1983  był budynek Old Post Office Pavilion w Waszyngtonie. Od 2012 agencja mieści się w wynajmowanych pomieszczeniach biurowca Constitution Center.